# Sigmodon hispidus
Sigmodon hispidus là một loài động vật có vú trong họ Cricetidae, bộ Gặm nhấm. Loài này được Say & Ord mô tả năm 1825.

## Hình ảnh

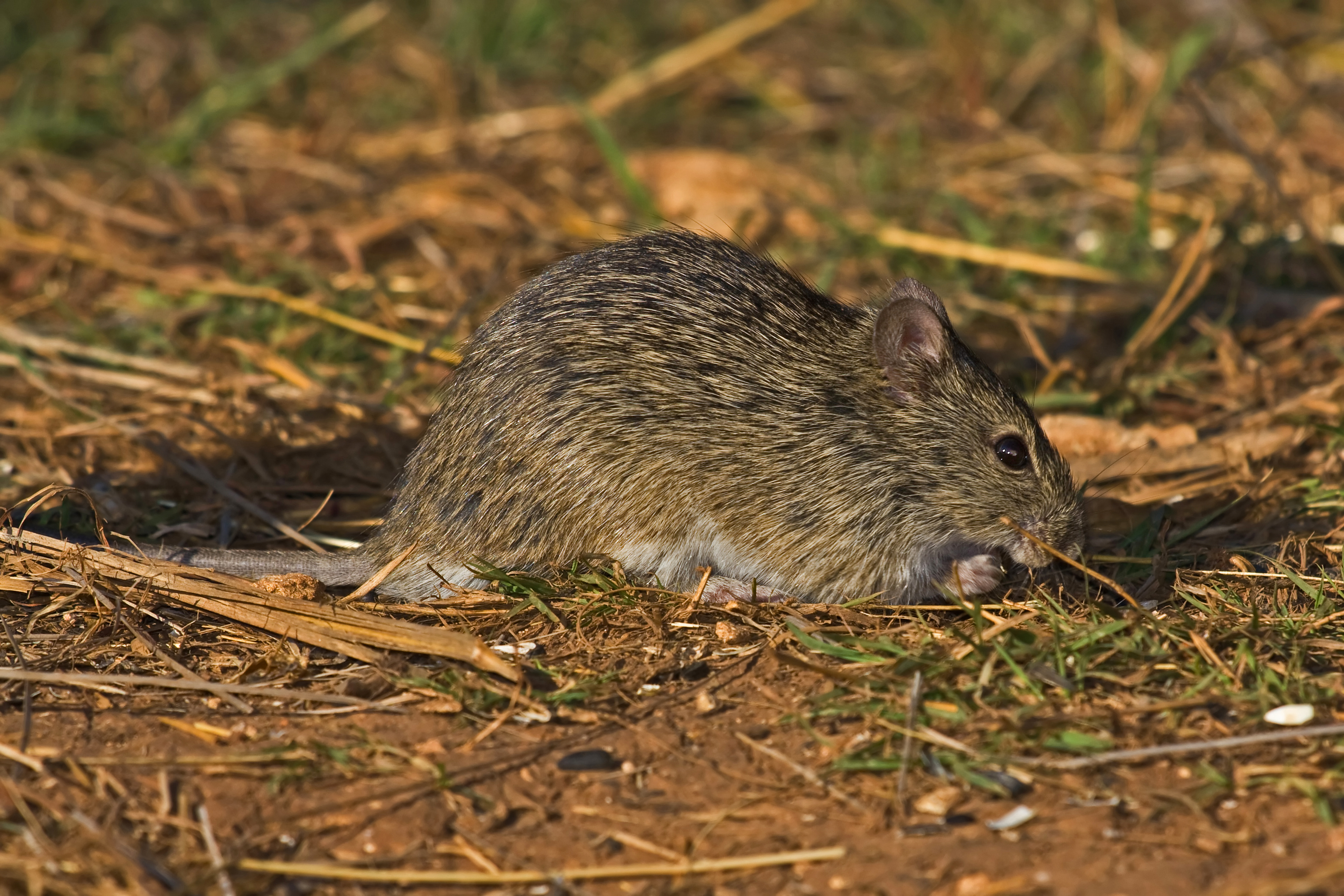
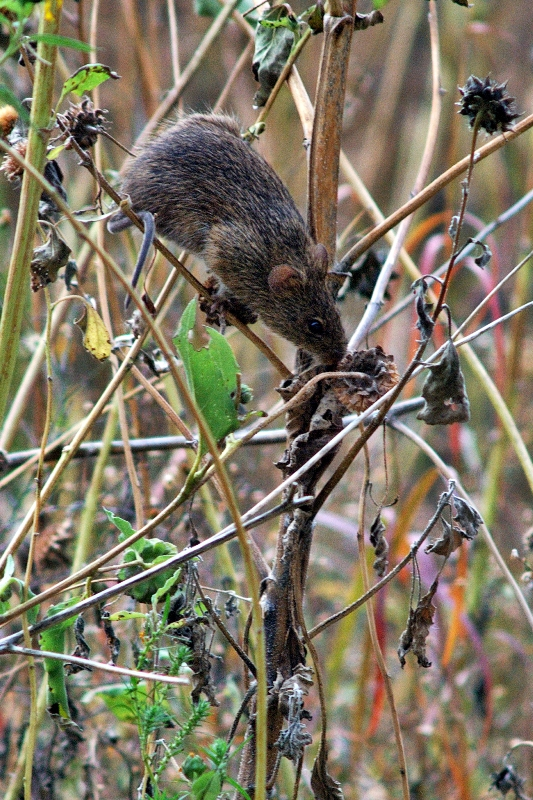